# Sheldon Harris (Musikhistoriker)
Sheldon Harris (* 13. August 1924 in Cleveland, Ohio; † 8. September 2005 in Wall Township, New Jersey) war ein US-amerikanischer Musikhistoriker in den Bereichen Blues und Jazz.

## Biografie
Geboren 1924 in Cleveland, Ohio, wuchs Sheldon Harris in New York City auf. In den 1930er Jahren begann er, sich für Jazz und Blues zu interessieren. In seiner Freizeit besuchte er in den späten 1940er Jahren entsprechende Vorlesungen an der New York University und der New School for Social Research in New York. Beruflich war er in der Werbung tätig. Ab 1954 arbeitete er als freiwillige Hilfskraft am New York Institute of Jazz Studies, bis zu dessen Umzug an die Rutgers University 1966.
Von 1963 bis 1971 war Harris beim Jazz & Pop Magazine für den Bereich Blues verantwortlich; in dieser Funktion schieb er zahlreiche Reportagen und Kritiken. Des Weiteren steuerte er die Liner Notes für LPs von Jimmy Reed, John Lee Hooker und T-Bone Walker auf Bob Thieles Label Bluesway bei. Er hielt Vorlesungen und Vorträge über Blues und verwandte Musikrichtungen an verschiedenen Universitäten, Colleges und bei interessierten Einrichtungen. Auch veranstaltete er Konzerte am International Center in New York.
1979 veröffentlichte Harris das Buch Blues Who’s Who: A Biographical Dictionary of Blues Singers mit Biografien von 571 Bluessängern, das als Standardwerk gilt. Das Buch wurde 1981 mit einem National Blues Music Award ausgezeichnet und 1983 in die Blues Hall of Fame aufgenommen. Seine umfangreiche Sammlung von Bluesplatten und -Dokumenten vermachte Sheldon Harris der University of Mississippi.